# Hôtel Talma
Pour les articles homonymes, voir Talma.
L'hôtel Talma est un hôtel particulier situé à Paris en France.

## Localisation
Il est situé au 9 rue de la Tour-des-Dames, dans le 9e arrondissement de Paris. 

## Histoire

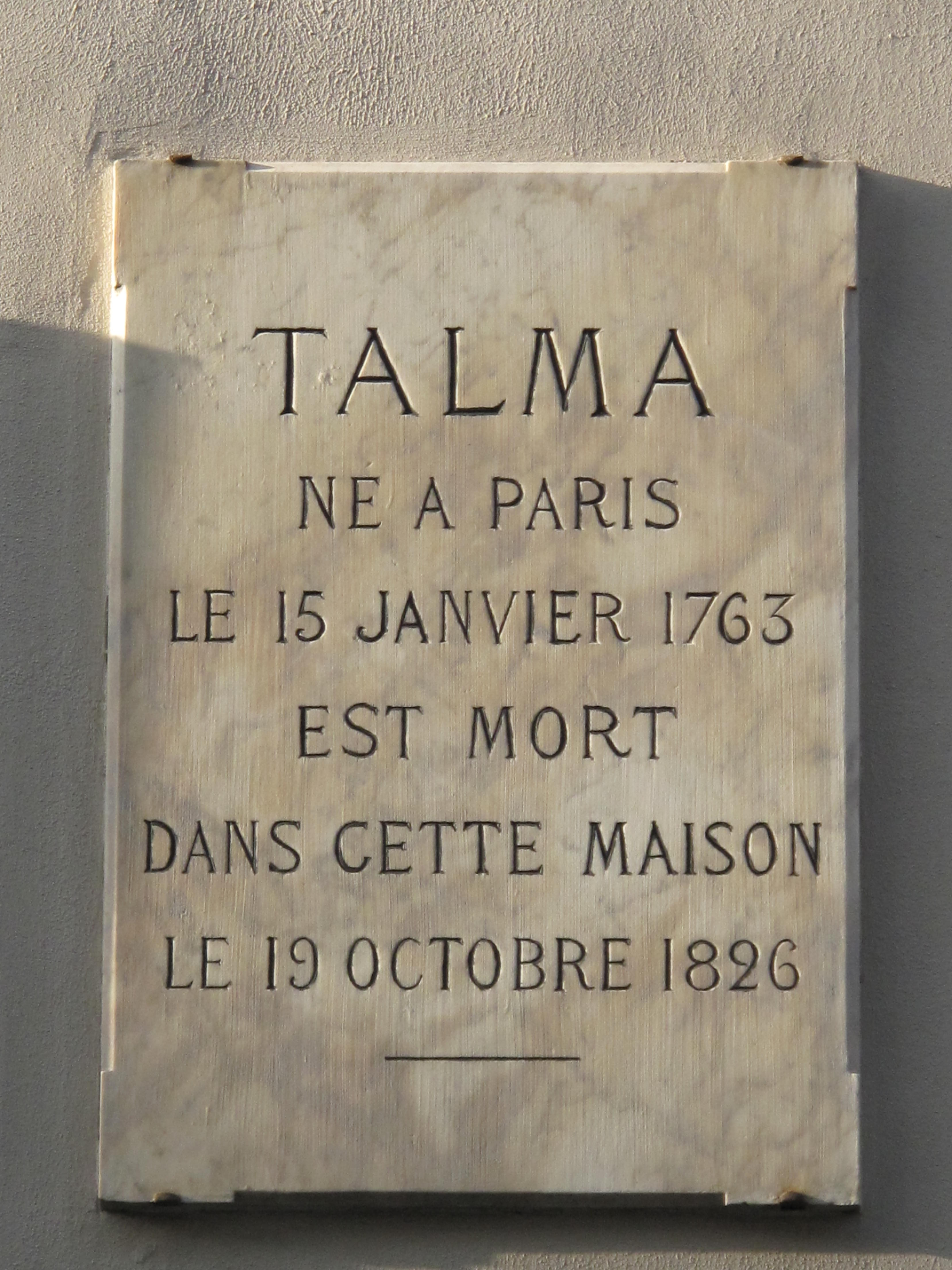
Plaque commémorative.

Hôtel particulier du grand comédien Talma (où il est décédé), il fut construit en 1820 par Paul Lelong. Il en confia la décoration au peintre Eugène Delacroix en 1821 avec ordre de s'inspirer des fresques d'Herculanum.
Ce bâtiment fait l’objet d’une inscription au titre des monuments historiques depuis le 2 mai 1975.